# 우광 고속철도
우광 고속철도(중국어: 武广客运专线)는 중화인민공화국의 우한 역과 광저우 남역을 연결하는 고속철도이다. 징광 고속철도의 중부 구간으로 우한 역에서 스우 고속철도와 직결 운행한다.

## 역사
- 2005년 9월 1일 : 우한 역 ~ 광저우 북역 구간 착공.[1][2]
- 2009년 12월 26일 : 우한 역 ~ 광저우 북역 구간 개통.
- 2010년 1월 30일 : 광저우 북역 ~ 광저우 남역 구간 개통.

## 역 목록
| 한국어      | 중국어   | 영어            | 영업 거리 (km) | 소재지    |
| ----------- | -------- | --------------- | -------------- | --------- |
| 우한 역     | 武汉     | Wuhan           | 1,136          | 우한시    |
| 우룽촨 동역 | 乌龙泉东 | Wulongquan East | 공사 중        | 우한시    |
| 셴닝 북역   | 咸宁北   | Xianning North  | 1,221          | 셴닝 시   |
| 츠비 북역   | 赤壁北   | Chibi North     | 1,264          | 셴닝 시   |
| 웨양 동역   | 岳阳东   | Yueyang East    | 1,346          | 웨양 시   |
| 미뤄 동역   | 汨罗东   | Miluo East      | 1,416          | 웨양 시   |
| 창사 남역   | 长沙南   | Changsha South  | 1,484          | 창사 시   |
| 주저우 서역 | 株洲西   | Zhuzhou West    | 1,524          | 주저우 시 |
| 헝산 서역   | 衡山西   | Hengshan West   | 1,591          | 헝양 시   |
| 헝양 동역   | 衡阳东   | Hengshan East   | 1,632          | 헝양 시   |
| 레이양 서역 | 耒阳西   | Leiyang West    | 1,687          | 헝양 시   |
| 천저우 서역 | 郴州西   | Chenzhou West   | 1,766          | 천저우 시 |
| 러창 동역   | 乐昌东   | Lechang East    | 공사 중        | 사오관 시 |
| 사오관 역   | 韶关     | Shaoguan        | 1,896          | 사오관 시 |
| 잉더 서역   | 英德西   | Yingde West     | 1,966          | 칭위안 시 |
| 칭위안 역   | 清远     | Qingyuan        | 2,023          | 칭위안 시 |
| 광저우 북역 | 广州北   | Guangzhou North | 2,060          | 광저우시  |
| 광저우 남역 | 广州南   | Guangzhou South | 2,105          | 광저우시  |

## 같이 보기
- 징스 고속철도
- 스우 고속철도
- 광선강 고속철도